# المرواح (المحويت)

تعديل مصدري - تعديل

المرواح هي مدينة ومركز مديرية الخبت بمحافظة المحويت اليمنية، بلغ تعداد سكانها 2110 نسمة حسب الإحصاء الذي أجري عام 2004.